# NHL 2016/17
Die NHL-Saison 2016/17 war die 100. Spielzeit der National Hockey League (NHL). Die reguläre Saison, an deren Ende wie im Vorjahr die Washington Capitals die Presidents’ Trophy gewannen, wurde vom 12. Oktober 2016 bis zum 9. April 2017 ausgetragen. Bester Scorer (100) wurde Connor McDavid von den Edmonton Oilers, der auch als wertvollster Spieler der Saison ausgezeichnet wurde. Sidney Crosby von den Pittsburgh Penguins hingegen führte die Torschützenliste an (44).
Die anschließenden Playoffs begannen am 12. April und endeten am 11. Juni 2017 mit dem 4:2-Sieg der Pittsburgh Penguins über die Nashville Predators. Wie im Vorjahr wurde dabei Sidney Crosby als wertvollster Spieler geehrt.

## Ligabetrieb
Wie im Jahr zuvor fanden auch in der Saison 2016/17 spezielle Veranstaltungen statt. Dazu gehörte das All-Star Game 2017 am 29. Januar 2017, dessen Gastgeber die Los Angeles Kings im Staples Center waren. Zudem wurden ausgewählte Begegnungen der regulären Saison erneut als Freiluftspiele ausgetragen: Das NHL Winter Classic 2017 zwischen den St. Louis Blues und den Chicago Blackhawks fand am 2. Januar 2017 im Busch Stadium statt, während sich in der NHL Stadium Series 2017 die Pittsburgh Penguins und die Philadelphia Flyers gegenüberstanden. Bereits zu Beginn der Saison fand zudem das NHL Heritage Classic 2016 mit den Edmonton Oilers und den Winnipeg Jets statt. Darüber hinaus bestritten die Toronto Maple Leafs und Detroit Red Wings am 1. Januar 2017 anlässlich des 100-jährigen Bestehens der Liga das NHL Centennial Classic im BMO Field.
Neu eingeführt wurden sogenannte bye weeks (dt.: freie Wochen), die den Spielplänen jedes Teams eine freie Woche einräumen, in denen auch kein Training zulässig ist.
Die Edmonton Oilers verließen ihre alte Heimspielstätte, den Rexall Place, und tragen ihre Heimspiele fortan im neu eröffneten Rogers Place aus. Zudem erhielten die Arenen der Pittsburgh Penguins (PPG Paints Arena) und der Buffalo Sabres (KeyBank Center) neue Namen.

## Entry Draft
Der NHL Entry Draft 2016 fand am 24. und 25. Juni 2016 in Buffalo im US-Bundesstaat New York statt. Mit dem First Overall Draft-Pick wählten die Toronto Maple Leafs den US-amerikanischen Angreifer Auston Matthews aus. Auf den Plätzen zwei und drei wurden Patrik Laine und Pierre-Luc Dubois selektiert. Insgesamt wurden in sieben Runden 211 Spieler von den NHL-Franchises gedraftet.

### Top-5-Picks
| #  | Spieler           | Nationalität       | Pos | NHL-Team              | College-/ Junioren-/ Profi-Team      |
| -- | ----------------- | ------------------ | --- | --------------------- | ------------------------------------ |
| 1. | Auston Matthews   | Vereinigte Staaten | C   | Toronto Maple Leafs   | ZSC Lions (NLA)                      |
| 2. | Patrik Laine      | Finnland           | LW  | Winnipeg Jets         | Tappara Tampere (Liiga)              |
| 3. | Pierre-Luc Dubois | Kanada             | LW  | Columbus Blue Jackets | Cape Breton Screaming Eagles (LHJMQ) |
| 4. | Jesse Puljujärvi  | Finnland           | RW  | Edmonton Oilers       | Kärpät Oulu (Liiga)                  |
| 5. | Olli Juolevi      | Finnland           | D   | Vancouver Canucks     | London Knights (OHL)                 |

## Reguläre Saison

### Tabellen
Abkürzungen: GP = Spiele, W = Siege, L = Niederlagen, OTL = Niederlage nach Overtime bzw. Shootout, GF = Erzielte Tore, GA = Gegentore, Pts = Punkte

Erläuterungen:  = Playoff-Qualifikation,  = Division-Sieger,  = Conference-Sieger,  = Presidents’-Trophy-Gewinner

#### Eastern Conference

##### Atlantic Division
| Rang | Atlantic Division     | GP | W  | L  | OTL | GF  | GA  | Pts |
| ---- | --------------------- | -- | -- | -- | --- | --- | --- | --- |
| 1.   | Canadiens de Montréal | 82 | 47 | 26 | 9   | 226 | 200 | 103 |
| 2.   | Ottawa Senators       | 82 | 44 | 28 | 10  | 212 | 214 | 98  |
| 3.   | Boston Bruins         | 82 | 44 | 31 | 7   | 234 | 212 | 95  |

##### Metropolitan Division
| Rang | Metropolitan Division | GP | W  | L  | OTL | GF  | GA  | Pts |
| ---- | --------------------- | -- | -- | -- | --- | --- | --- | --- |
| 1.   | Washington Capitals   | 82 | 55 | 19 | 8   | 263 | 182 | 118 |
| 2.   | Pittsburgh Penguins   | 82 | 50 | 21 | 11  | 282 | 234 | 111 |
| 3.   | Columbus Blue Jackets | 82 | 50 | 24 | 8   | 249 | 195 | 108 |

##### Wild-Card-Teams
| Rang | Wild-Card-Teams     | Division | GP | W  | L  | OTL | GF  | GA  | Pts |
| ---- | ------------------- | -------- | -- | -- | -- | --- | --- | --- | --- |
| 1.   | New York Rangers    | MET      | 82 | 48 | 28 | 6   | 256 | 220 | 102 |
| 2.   | Toronto Maple Leafs | ATL      | 82 | 40 | 27 | 15  | 251 | 242 | 95  |
|      |                     |          |    |    |    |     |     |     |     |
| 3.   | Tampa Bay Lightning | ATL      | 82 | 42 | 30 | 10  | 234 | 227 | 94  |
| 4.   | New York Islanders  | MET      | 82 | 41 | 29 | 12  | 241 | 242 | 94  |
| 5.   | Philadelphia Flyers | MET      | 82 | 39 | 33 | 10  | 219 | 236 | 88  |
| 6.   | Carolina Hurricanes | MET      | 82 | 36 | 31 | 15  | 215 | 236 | 87  |
| 7.   | Florida Panthers    | ATL      | 82 | 35 | 36 | 11  | 210 | 237 | 81  |
| 8.   | Detroit Red Wings   | ATL      | 82 | 33 | 36 | 13  | 207 | 244 | 79  |
| 9.   | Buffalo Sabres      | ATL      | 82 | 33 | 37 | 12  | 201 | 237 | 78  |
| 10.  | New Jersey Devils   | MET      | 82 | 28 | 40 | 14  | 183 | 244 | 70  |

#### Western Conference

##### Central Division
| Rang | Central Division   | GP | W  | L  | OTL | GF  | GA  | Pts |
| ---- | ------------------ | -- | -- | -- | --- | --- | --- | --- |
| 1.   | Chicago Blackhawks | 82 | 50 | 23 | 9   | 244 | 213 | 109 |
| 2.   | Minnesota Wild     | 82 | 49 | 25 | 8   | 266 | 208 | 106 |
| 3.   | St. Louis Blues    | 82 | 46 | 29 | 7   | 235 | 218 | 99  |

##### Pacific Division
|    | Pacific Division | GP | W  | L  | OTL | GF  | GA  | Pts |
| -- | ---------------- | -- | -- | -- | --- | --- | --- | --- |
| 1. | Anaheim Ducks    | 82 | 46 | 23 | 13  | 223 | 200 | 105 |
| 2. | Edmonton Oilers  | 82 | 47 | 26 | 9   | 247 | 212 | 103 |
| 3. | San Jose Sharks  | 82 | 46 | 29 | 7   | 221 | 201 | 99  |

##### Wild-Card-Teams
| Rang | Wild-Card-Teams     | Division | GP | W  | L  | OTL | GF  | GA  | Pts |
| ---- | ------------------- | -------- | -- | -- | -- | --- | --- | --- | --- |
| 1.   | Calgary Flames      | PAC      | 82 | 45 | 33 | 4   | 226 | 221 | 94  |
| 2.   | Nashville Predators | CEN      | 82 | 41 | 29 | 12  | 240 | 224 | 94  |
|      |                     |          |    |    |    |     |     |     |     |
| 3.   | Winnipeg Jets       | CEN      | 82 | 40 | 35 | 7   | 249 | 256 | 87  |
| 4.   | Los Angeles Kings   | PAC      | 82 | 39 | 35 | 8   | 201 | 205 | 86  |
| 5.   | Dallas Stars        | CEN      | 82 | 34 | 37 | 11  | 223 | 262 | 79  |
| 6.   | Arizona Coyotes     | PAC      | 82 | 30 | 42 | 10  | 197 | 260 | 70  |
| 7.   | Vancouver Canucks   | PAC      | 82 | 30 | 43 | 9   | 182 | 243 | 69  |
| 8.   | Colorado Avalanche  | CEN      | 82 | 22 | 56 | 4   | 166 | 278 | 48  |

### Beste Scorer

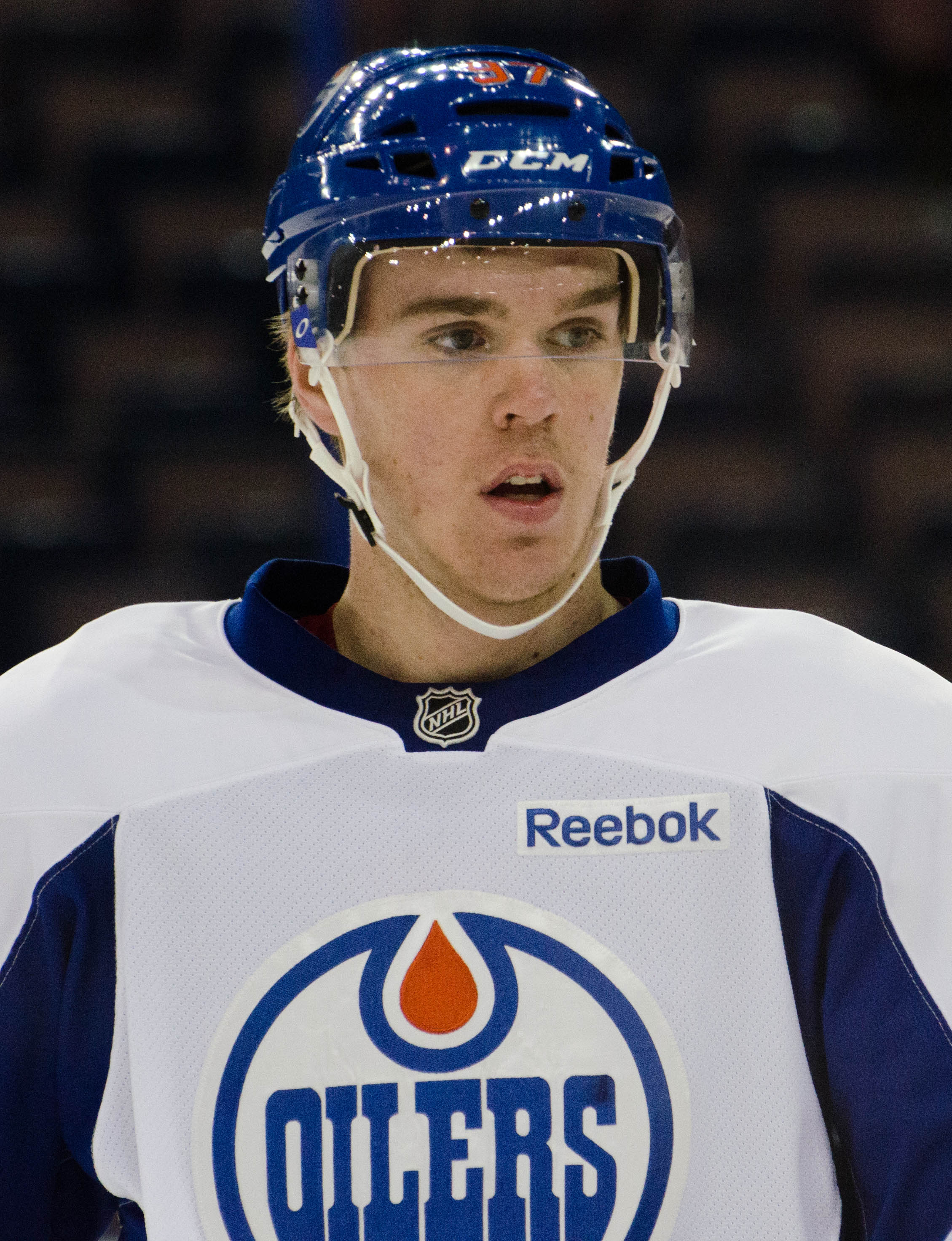
Connor McDavid, bester Scorer und Gewinner der Art Ross Trophy.

Mit 100 Punkten führte Connor McDavid die Scorerliste der NHL an und wurde somit zum zweitjüngsten Spieler nach Sidney Crosby (2006/07), der die Art Ross Trophy gewann. Crosby indes führte die Liga mit 44 erzielten Toren an, errang somit seine zweite Maurice Richard Trophy nach 2010 und sorgte darüber hinaus für die erste Spielzeit seit 2012/13, in der nicht Alexander Owetschkin bester Torjäger wurde. Punktbester Abwehrspieler war Brent Burns mit 76 Scorerpunkten, während Leon Draisaitl zum ersten Deutschen der Ligahistorie wurde, der sich unter den ersten Zehn der Scorerliste platzieren konnte. Die Plus/Minus-Wertung führten Ryan Suter und Jason Zucker von den Minnesota Wild mit +34 an; den schlechtesten Wert in dieser Kategorie hatten Tyson Barrie und Matt Duchene von der Colorado Avalanche mit −34.
Abkürzungen: Sp = Spiele, T = Tore, V = Assists, Pkt = Punkte, +/− = Plus/Minus, SM = Strafminuten; Fett: Bestwert
| Spieler             | Mannschaft          | Sp | T  | V  | Pkt | +/− | SM |
| ------------------- | ------------------- | -- | -- | -- | --- | --- | -- |
| Connor McDavid      | Edmonton Oilers     | 82 | 30 | 70 | 100 | +27 | 26 |
| Sidney Crosby       | Pittsburgh Penguins | 75 | 44 | 45 | 89  | +17 | 24 |
| Patrick Kane        | Chicago Blackhawks  | 82 | 34 | 55 | 89  | +11 | 32 |
| Nicklas Bäckström   | Washington Capitals | 82 | 23 | 63 | 86  | +17 | 38 |
| Nikita Kutscherow   | Tampa Bay Lightning | 74 | 40 | 45 | 85  | +13 | 38 |
| Brad Marchand       | Boston Bruins       | 80 | 39 | 46 | 85  | +18 | 81 |
| Mark Scheifele      | Winnipeg Jets       | 79 | 32 | 50 | 82  | +18 | 38 |
| Leon Draisaitl      | Edmonton Oilers     | 82 | 29 | 48 | 77  | +7  | 20 |
| Brent Burns         | San Jose Sharks     | 82 | 29 | 47 | 76  | +19 | 40 |
| Wladimir Tarassenko | St. Louis Blues     | 82 | 39 | 36 | 75  | −1  | 12 |

### Beste Torhüter
Die kombinierte Tabelle zeigt die jeweils drei besten Torhüter in den Kategorien Gegentorschnitt und Fangquote sowie die jeweils Führenden in den Kategorien Shutouts und Siege.
Abkürzungen: GP = Spiele, TOI = Eiszeit (in Minuten), W = Siege, L = Niederlagen, OTL = Overtime-Niederlagen, GA = Gegentore, SO = Shutouts, Sv% = gehaltene Schüsse (in %), GAA = Gegentorschnitt; Fett: Saisonbestwert
Es werden nur Torhüter erfasst, die mindestens 25 Spiele absolviert haben. Sortiert nach bestem Gegentorschnitt.
| Spieler          | Team                  | GP | TOI   | W  | L  | OTL | GA  | SO | Sv%  | GAA  |
| ---------------- | --------------------- | -- | ----- | -- | -- | --- | --- | -- | ---- | ---- |
| Sergei Bobrowski | Columbus Blue Jackets | 63 | 3.707 | 41 | 17 | 5   | 127 | 7  | 93,1 | 2,06 |
| Braden Holtby    | Washington Capitals   | 63 | 3.680 | 42 | 13 | 6   | 127 | 9  | 92,5 | 2,07 |
| Jimmy Howard     | Detroit Red Wings     | 26 | 1.396 | 10 | 11 | 1   | 49  | 1  | 92,7 | 2,10 |
| Craig Anderson   | Ottawa Senators       | 40 | 2.421 | 25 | 11 | 4   | 92  | 5  | 92,6 | 2,28 |
| Cam Talbot       | Edmonton Oilers       | 73 | 4.294 | 42 | 22 | 8   | 171 | 7  | 91,9 | 2,39 |

### Beste Rookiescorer
Mit Auston Matthews, William Nylander und Mitchell Marner stellten die Toronto Maple Leafs einen herausragenden Rookie-Jahrgang, der zum ersten Mal seit Beginn der „modernen Ära“ (1967) drei der ersten vier Ränge der Rookie-Scorerliste einnahm. Dabei stach Auston Matthews heraus, der zum fünften Neuling der Ligahistorie wurde, der die Marke von 40 Toren erreichte. In Toren pro Spiel und Punkten pro Spiel führte allerdings Patrik Laine die Rookies dieser Spielzeit an. Die beste Plus/Minus-Statistik erreichte Zach Werenski von den Columbus Blue Jackets mit +17, während Mikko Rantanen mit −25 an letzter Position lag. Die meiste Eiszeit erhielt Nikita Saizew von den Maple Leafs mit durchschnittlich 22 Minuten und einer Sekunde pro Spiel.
Abkürzungen: Sp = Spiele, T = Tore, V = Assists, Pkt = Punkte, +/− = Plus/Minus, SM = Strafminuten; Fett: Bestwert
| Spieler          | Mannschaft          | Sp | T  | V  | Pkt | +/− | SM |
| ---------------- | ------------------- | -- | -- | -- | --- | --- | -- |
| Auston Matthews  | Toronto Maple Leafs | 82 | 40 | 29 | 69  | +2  | 14 |
| Patrik Laine     | Winnipeg Jets       | 73 | 36 | 28 | 64  | +7  | 26 |
| William Nylander | Toronto Maple Leafs | 81 | 22 | 39 | 61  | −3  | 32 |
| Mitchell Marner  | Toronto Maple Leafs | 77 | 19 | 42 | 61  | ±0  | 38 |
| Sebastian Aho    | Carolina Hurricanes | 82 | 24 | 25 | 49  | −1  | 26 |

## Stanley-Cup-Playoffs
|  | Conference-Viertelfinale | Conference-Viertelfinale | Conference-Viertelfinale |      |                     | Conference-Halbfinale | Conference-Halbfinale | Conference-Halbfinale |  |  | Conference-Finale | Conference-Finale | Conference-Finale |  |  | Stanley-Cup-Finale | Stanley-Cup-Finale | Stanley-Cup-Finale |
|  |                          |                          |                          |      |                     |                       |                       |                       |  |  |                   |                   |                   |  |  |                    |                    |                    |
|  | A1                       | Canadiens de Montréal    | 2                        |      |                     |                       |                       |                       |  |  |                   |                   |                   |  |  |                    |                    |                    |
|  | EWC1                     | New York Rangers         | 4                        |      |                     |                       |                       |                       |  |  |                   |                   |                   |  |  |                    |                    |                    |
|  | EWC1                     | New York Rangers         | 4                        | EWC1 | New York Rangers    | 2                     |                       |                       |  |  |                   |                   |                   |  |  |                    |                    |                    |
|  |                          |                          |                          | EWC1 | New York Rangers    | 2                     | Eastern Conference    |                       |  |  |                   |                   |                   |  |  |                    |                    |                    |
|  |                          | A2                       | Ottawa Senators          | 4    |                     |                       |                       |                       |  |  |                   |                   |                   |  |  |                    |                    |                    |
|  | A2                       | A2                       | Ottawa Senators          | 4    | Ottawa Senators     | 4                     |                       |                       |  |  |                   |                   |                   |  |  |                    |                    |                    |
|  | A2                       |                          |                          |      | Ottawa Senators     | 4                     |                       |                       |  |  |                   |                   |                   |  |  |                    |                    |                    |
|  | A3                       | Boston Bruins            | 2                        |      |                     |                       |                       |                       |  |  |                   |                   |                   |  |  |                    |                    |                    |
|  | A3                       | Boston Bruins            | 2                        | A2   | Ottawa Senators     | 3                     |                       |                       |  |  |                   |                   |                   |  |  |                    |                    |                    |
|  |                          |                          |                          |      |                     |                       |                       |                       |  |  |                   |                   |                   |  |  |                    |                    |                    |
|  |                          | M2                       | Pittsburgh Penguins      | 4    |                     |                       |                       |                       |  |  |                   |                   |                   |  |  |                    |                    |                    |
|  | M1                       | M2                       | Pittsburgh Penguins      | 4    | Washington Capitals | 4                     |                       |                       |  |  |                   |                   |                   |  |  |                    |                    |                    |
|  | M1                       |                          |                          |      | Washington Capitals | 4                     |                       |                       |  |  |                   |                   |                   |  |  |                    |                    |                    |
|  | EWC2                     | Toronto Maple Leafs      | 2                        |      |                     |                       |                       |                       |  |  |                   |                   |                   |  |  |                    |                    |                    |
|  | EWC2                     | Toronto Maple Leafs      | 2                        | M1   | Washington Capitals | 3                     |                       |                       |  |  |                   |                   |                   |  |  |                    |                    |                    |
|  |                          |                          |                          | M1   | Washington Capitals | 3                     |                       |                       |  |  |                   |                   |                   |  |  |                    |                    |                    |
|  |                          | M2                       | Pittsburgh Penguins      | 4    |                     |                       |                       |                       |  |  |                   |                   |                   |  |  |                    |                    |                    |
|  | M2                       | M2                       | Pittsburgh Penguins      | 4    | Pittsburgh Penguins | 4                     |                       |                       |  |  |                   |                   |                   |  |  |                    |                    |                    |
|  | M2                       |                          |                          |      | Pittsburgh Penguins | 4                     |                       |                       |  |  |                   |                   |                   |  |  |                    |                    |                    |
|  | M3                       | Columbus Blue Jackets    | 1                        |      |                     |                       |                       |                       |  |  |                   |                   |                   |  |  |                    |                    |                    |
|  | M3                       | Columbus Blue Jackets    | 1                        | M2   | Pittsburgh Penguins | 4                     |                       |                       |  |  |                   |                   |                   |  |  |                    |                    |                    |
|  |                          |                          |                          |      |                     |                       |                       |                       |  |  |                   |                   |                   |  |  |                    |                    |                    |
|  |                          | WWC2                     | Nashville Predators      | 2    |                     |                       |                       |                       |  |  |                   |                   |                   |  |  |                    |                    |                    |
|  | C1                       | WWC2                     | Nashville Predators      | 2    | Chicago Blackhawks  | 0                     |                       |                       |  |  |                   |                   |                   |  |  |                    |                    |                    |
|  | C1                       |                          |                          |      | Chicago Blackhawks  | 0                     |                       |                       |  |  |                   |                   |                   |  |  |                    |                    |                    |
|  | WWC2                     | Nashville Predators      | 4                        |      |                     |                       |                       |                       |  |  |                   |                   |                   |  |  |                    |                    |                    |
|  | WWC2                     | Nashville Predators      | 4                        | WWC2 | Nashville Predators | 4                     |                       |                       |  |  |                   |                   |                   |  |  |                    |                    |                    |
|  |                          |                          |                          | WWC2 | Nashville Predators | 4                     |                       |                       |  |  |                   |                   |                   |  |  |                    |                    |                    |
|  |                          | C3                       | St. Louis Blues          | 2    |                     |                       |                       |                       |  |  |                   |                   |                   |  |  |                    |                    |                    |
|  | C2                       | C3                       | St. Louis Blues          | 2    | Minnesota Wild      | 1                     |                       |                       |  |  |                   |                   |                   |  |  |                    |                    |                    |
|  | C2                       |                          |                          |      | Minnesota Wild      | 1                     |                       |                       |  |  |                   |                   |                   |  |  |                    |                    |                    |
|  | C3                       | St. Louis Blues          | 4                        |      |                     |                       |                       |                       |  |  |                   |                   |                   |  |  |                    |                    |                    |
|  | C3                       | St. Louis Blues          | 4                        | WWC2 | Nashville Predators | 4                     |                       |                       |  |  |                   |                   |                   |  |  |                    |                    |                    |
|  |                          |                          |                          |      |                     |                       |                       |                       |  |  |                   |                   |                   |  |  |                    |                    |                    |
|  |                          | P1                       | Anaheim Ducks            | 2    |                     |                       |                       |                       |  |  |                   |                   |                   |  |  |                    |                    |                    |
|  | P1                       | P1                       | Anaheim Ducks            | 2    | Anaheim Ducks       | 4                     |                       |                       |  |  |                   |                   |                   |  |  |                    |                    |                    |
|  | P1                       |                          |                          |      | Anaheim Ducks       | 4                     |                       |                       |  |  |                   |                   |                   |  |  |                    |                    |                    |
|  | WWC1                     | Calgary Flames           | 0                        |      |                     |                       |                       |                       |  |  |                   |                   |                   |  |  |                    |                    |                    |
|  | WWC1                     | Calgary Flames           | 0                        | P1   | Anaheim Ducks       | 4                     |                       |                       |  |  |                   |                   |                   |  |  |                    |                    |                    |
|  |                          |                          |                          | P1   | Anaheim Ducks       | 4                     | Western Conference    |                       |  |  |                   |                   |                   |  |  |                    |                    |                    |
|  |                          | P2                       | Edmonton Oilers          | 3    |                     |                       |                       |                       |  |  |                   |                   |                   |  |  |                    |                    |                    |
|  | P2                       | P2                       | Edmonton Oilers          | 3    | Edmonton Oilers     | 4                     |                       |                       |  |  |                   |                   |                   |  |  |                    |                    |                    |
|  | P2                       |                          |                          |      | Edmonton Oilers     | 4                     |                       |                       |  |  |                   |                   |                   |  |  |                    |                    |                    |
|  | P3                       | San Jose Sharks          | 2                        |      |                     |                       |                       |                       |  |  |                   |                   |                   |  |  |                    |                    |                    |

## NHL Awards und vergebene Trophäen
| Auszeichnung                          | Auszeichnung               | Team                  |
| ------------------------------------- | -------------------------- | --------------------- |
| Stanley Cup                           | Stanley Cup                | Pittsburgh Penguins   |
| Clarence S. Campbell Bowl             | Clarence S. Campbell Bowl  | Nashville Predators   |
| Prince of Wales Trophy                | Prince of Wales Trophy     | Pittsburgh Penguins   |
| Presidents’ Trophy                    | Presidents’ Trophy         | Washington Capitals   |
| Auszeichnung                          | Spieler                    | Team                  |
| Art Ross Trophy                       | Connor McDavid             | Edmonton Oilers       |
| Bill Masterton Memorial Trophy        | Craig Anderson             | Ottawa Senators       |
| Calder Memorial Trophy                | Auston Matthews            | Toronto Maple Leafs   |
| Conn Smythe Trophy                    | Sidney Crosby              | Pittsburgh Penguins   |
| Frank J. Selke Trophy                 | Patrice Bergeron           | Boston Bruins         |
| Hart Memorial Trophy                  | Connor McDavid             | Edmonton Oilers       |
| Jack Adams Award                      | John Tortorella            | Columbus Blue Jackets |
| James Norris Memorial Trophy          | Brent Burns                | San Jose Sharks       |
| King Clancy Memorial Trophy           | Nick Foligno               | Columbus Blue Jackets |
| Lady Byng Memorial Trophy             | Johnny Gaudreau            | Calgary Flames        |
| Lester Patrick Trophy                 | Peter Lindberg Dave Ogrean |                       |
| Mark Messier Leadership Award         | Nick Foligno               | Columbus Blue Jackets |
| Maurice ‚Rocket‘ Richard Trophy       | Sidney Crosby              | Pittsburgh Penguins   |
| NHL Foundation Player Award           | Travis Hamonic             | New York Islanders    |
| NHL General Manager of the Year Award | David Poile                | Nashville Predators   |
| NHL Plus/Minus Award (inoffiziell)    | Ryan Suter Jason Zucker    | Minnesota Wild        |
| Ted Lindsay Award                     | Connor McDavid             | Edmonton Oilers       |
| Vezina Trophy                         | Sergei Bobrowski           | Columbus Blue Jackets |
| William M. Jennings Trophy            | Braden Holtby              | Washington Capitals   |

### All-Star-Teams
| First All-Star-Team |                                               |
| Angriff:            | Brad Marchand – Connor McDavid – Patrick Kane |
| Verteidigung:       | Brent Burns – Erik Karlsson                   |
| Tor:                | Sergei Bobrowski                              |

| Second All-Star-Team |                                                    |
| Angriff:             | Artemi Panarin – Sidney Crosby – Nikita Kutscherow |
| Verteidigung:        | Victor Hedman – Duncan Keith                       |
| Tor:                 | Braden Holtby                                      |

### All-Rookie-Team
| All-Rookie-Team |                                                  |
| Angriff:        | Mitchell Marner – Auston Matthews – Patrik Laine |
| Verteidigung:   | Brady Skjei – Zach Werenski                      |
| Tor:            | Matt Murray                                      |